# Swiss League

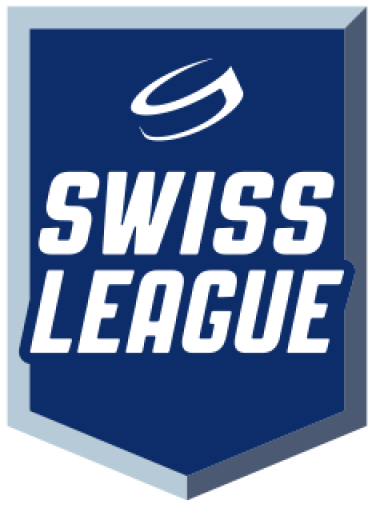
Swiss League logo

Swiss League (do roku 2017 pod názvem National League B) je druhá nejvyšší plně profesionální liga ledního hokeje, po národní švýcarské hokejové lize - National League A ve Švýcarsku
Této ligy se účastní 10 týmů. Nejlepších osm po základní části postupuje do playoff, které se hraje na čtyři vítězné zápasy. Vítěz playoff si zahraje s nejhorším týmem z nejvyšší soutěže o místo v nadcházející sezóně v nejvyšší soutěži. Ze soutěže se v současné době nesestupuje, protože nižší soutěž (1. liga) je plně amatérská soutěž.

## Historie
Od roku 1986 se ve Švýcarsku pravidelně pořádají soutěže play-off, aby se určili vítězové ligy. V roce 2007 soutěž dostala název National League B a v roce 2017 byla přejmenována na dnešní název Swiss League. Od roku 2022 byl založen nový televizní sportovní kanál swissleague.tv .
Kluby, které chtějí hrát ve Swiss League mohou buď mít status farmářského týmu klubu National League A nebo mohou hrát jako nezávislý tým. Farmářské týmy nesmí postoupit do nejvyšší národní švýcarské ligy a musí být většinově vlastněny týmem z National League A. 

## Účastníci pro sezónu 2023/24
| Tým                  | Město             | Stadion                       | Kapacita |
| -------------------- | ----------------- | ----------------------------- | -------- |
| EHC Basel            | Basilej           | St. Jakob–Arena               | 6 612    |
| GCK Lions            | Curych            | Grasshopper-Club Zürich       | 2 800    |
| HCV Martigny         | Martigny          | Patinoire du Forum d'Octodure | 3 520    |
| HC La Chaux-de-Fonds | La Chaux-de-Fonds | Patinoire des Mélèzes         | 5 000    |
| EHC Olten            | Olten             | Eisbahn Kleinholz             | 5 384    |
| HC Sierre            | Sierre            | Patinoire de Graben           | 4 500    |
| HC Thurgau           | Weinfelden        | Güttingersreuti               | 3 100    |
| EHC Visp             | Visp              | Lonza Arena                   | 5 150    |
| EHC Winterthur       | Winterthur        | Eishalle Deutweg              | 2 496    |
| Bellinzona Rockets   | Bellinzona        | Centro Sportivo               | 2 360    |

## Bývalí účastníci v sezóně 2017/18
| Tým                       | Město             | Stadion                 | Kapacita |
| ------------------------- | ----------------- | ----------------------- | -------- |
| HC Ajoie                  | Porrentruy        | Patinoire de Porrentruy | 4 200    |
| GCK Lions                 | Curych            | Grasshopper-Club Zürich | 2 800    |
| SC Langenthal             | Langenthal        | Schoren Halle           | 4 320    |
| HC La Chaux-de-Fonds      | La Chaux-de-Fonds | Patinoire des Mélèzes   | 7 200    |
| EHC Olten                 | Olten             | Eisbahn Kleinholz       | 6 500    |
| SC Rapperswil-Jona Lakers | Rapperswil-Jona   | SGKB Arena              | 6 200    |
| HC Thurgau                | Weinfelden        | Güttingersreuti         | 3 100    |
| EHC Visp                  | Visp              | Litternahalle           | 4 300    |
| EHC Winterthur            | Winterthur        | Eishalle Deutweg        | 3 000    |
| HCB Ticino Rockets        | Biasca            | Pista di ghiaccio       | 3 800    |
| EVZ Academy               | Zug               | Trainingshalle Zug      | 1 500    |